# Nagda (Rajasthan)
Nagda (Hindi: नागदा, nāgadā oder auch naga-hrada) ist ein ehemaliger Ort im indischen Bundesstaat Rajasthan. Er ist für zwei Hindu-Tempel aus dem 10./11. Jahrhundert bekannt.

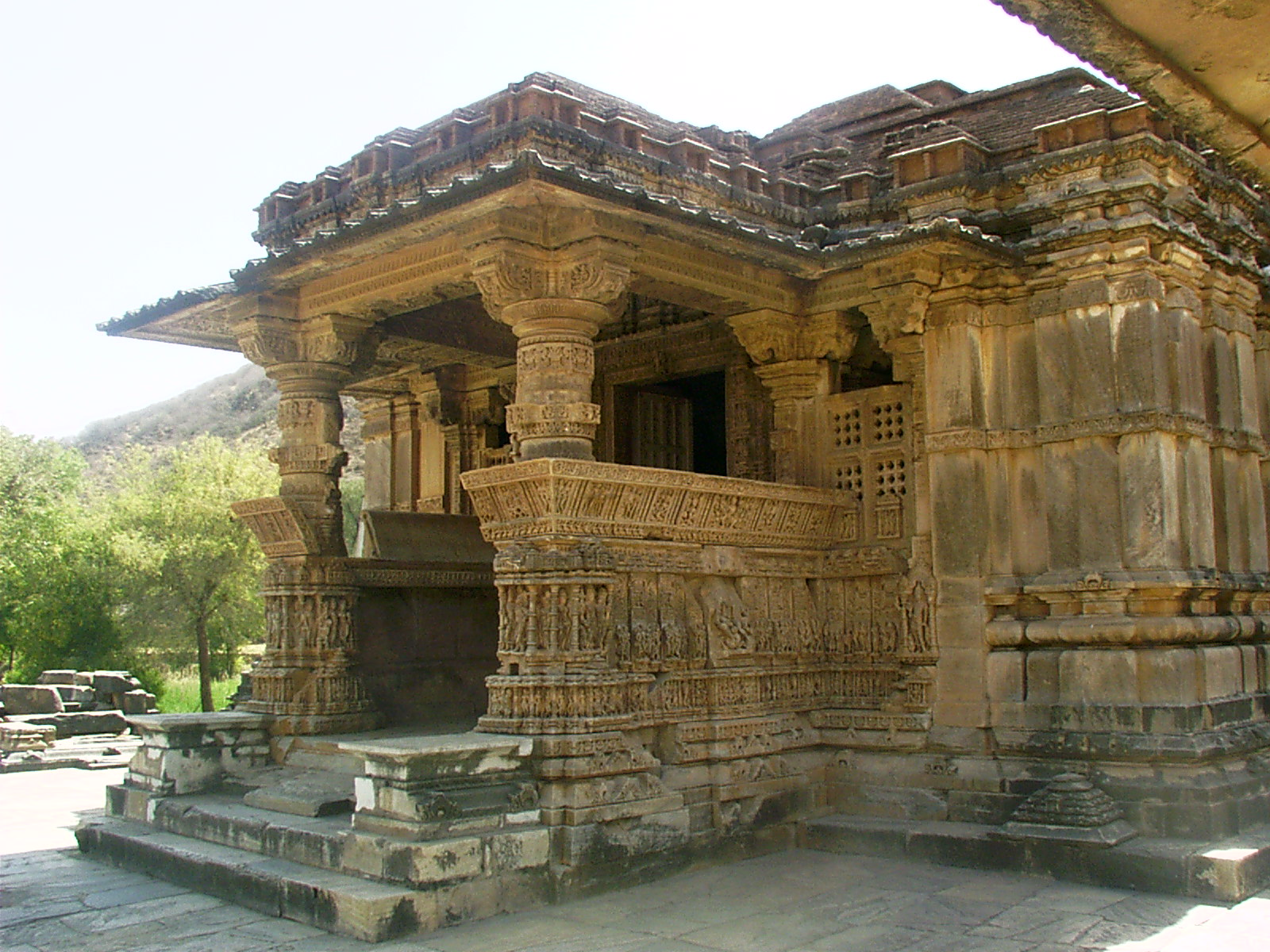
Eingangsportal

## Lage
Nagda liegt an der NH8 etwa 24 km nördlich von Udaipur bzw. 2,5 km von Eklingji – einer weiteren Tempelstätte – entfernt. Die Atmosphäre der ehemals idyllisch in den Aravalli-Bergen an einem kleinen See gelegenen Tempelstätte hat durch den Bau von Wohnkomplexen entlang der Hauptstraße deutlich gelitten.

## Geschichte
Die unter dem Namen Nagahrida oder auch Nagadraha im 6. Jahrhundert von Nagaditya von Guhilot gegründete Stadt war einstmals die Hauptstadt des Reiches Mewar und wurde durch muslimische Invasoren der Sklavendynastie (Iltutmish) des Sultanats von Delhi fast vollständig zerstört. Übriggeblieben sind die beiden im 10. Jahrhundert erbauten Heiligtümer Sas-Bahu („Schwiegermutter-Schwiegertochter“), die einstmals Bestandteil einer weiträumigen Stadtanlage waren.

## Tempelanlage
Die beiden Tempel verfügen über einen Portikus (antarala) mit einem pyramidalen Dachaufbau, der Zutritt zu einer offenen Pfeilerhalle (mandapa) mit seitlichen Vorsprüngen gewährt. Der – mit einem innenliegenden Umgang ausgestattete – Sanktumsbereich (garbhagriha) ist nach außen geschlossen und von einem Shikhara-Turm, der von mehreren kleineren Stütztürmen (urushringas) begleitet wird, überhöht. An den Nebentürmen sind noch die unverzichtbaren Ringsteine (amalakas) mit ihren aufsitzenden Vasen (kalashas) erhalten.
Im Innern der Tempel ist die dekorative Fülle nochmals gesteigert – kein Bauteil bleibt undekoriert. Durch die äußerst filigranen Steinmetzarbeiten wirken beide Tempelbauten wie Schmuckkästchen.

## Skulpturenschmuck
Der teilweise zerstörte Figurenschmuck an den Außen- und Innenwänden bietet einen Einblick in die hinduistische Geisteswelt der damaligen Zeit. Vor allem die von Miniatur-Toranas gerahmten Außenwandskulpturen von Göttern sind beachtenswert. An den Eingangstoren finden sich Reliefs von Himmelsmädchen (surasundaris), Liebespaaren (mithunas) sowie Glockenschnurmotive. Die Glocke ist ein wichtiges Ritualgerät, das zu Beginn des Tempelbesuchs und der Andachten angeschlagen wird.
Wie an vielen nordindischen Tempeln des 7. bis 12. Jahrhunderts (z. B. Kalika-Mata-Tempel in Chittaurgarh, Lakshmana-Tempel und Kandariya-Mahadeva-Tempel in Khajuraho, Sonnentempel von Konark u. a.) so finden sich auch in Nagda mehrere erotische Motive.

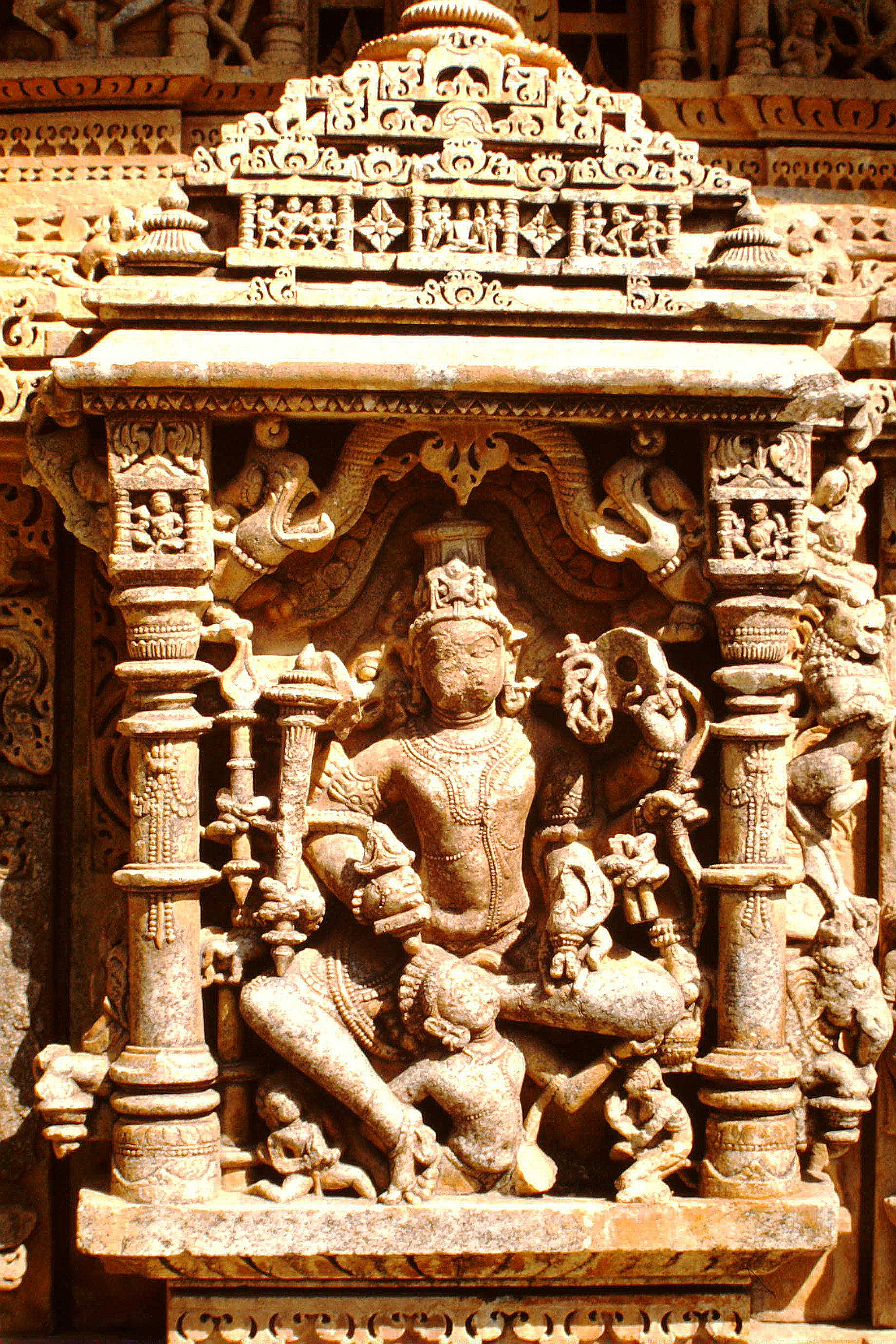
Nagda, Torana-Skulptur (Vishnu auf Garuda)
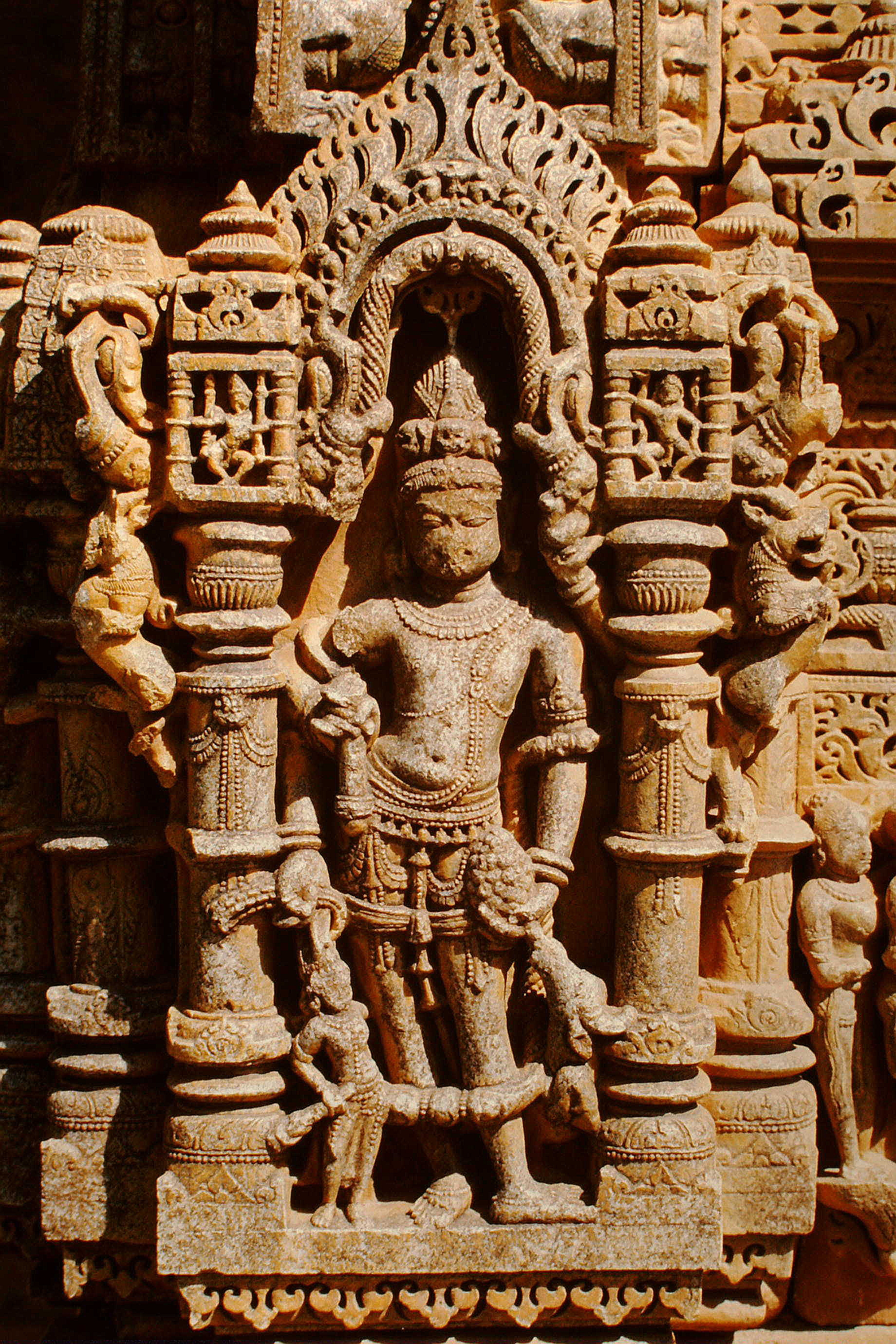
Nagda, Torana-Skulptur
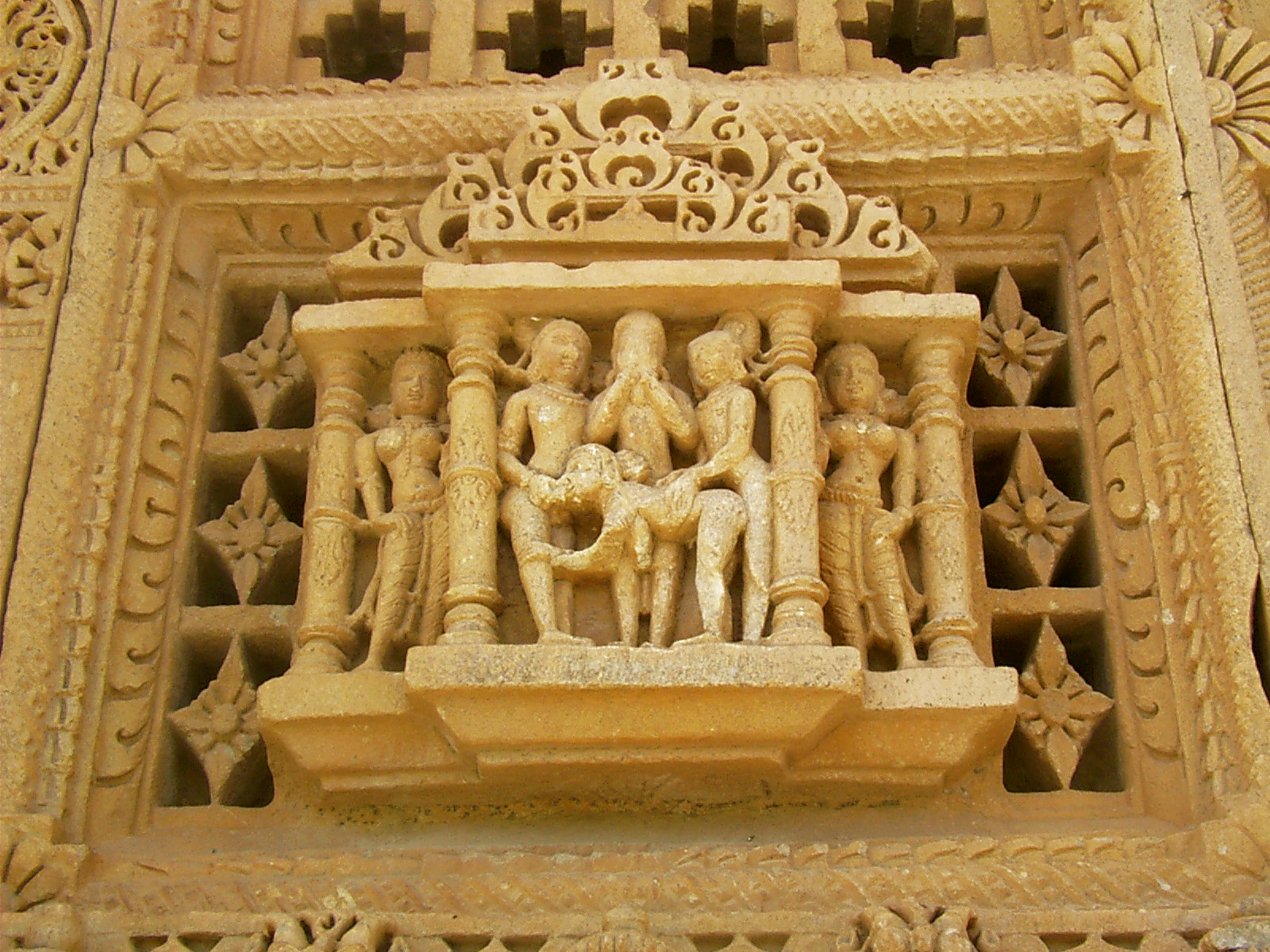
Außenwand-Relief mit erotischer Szene
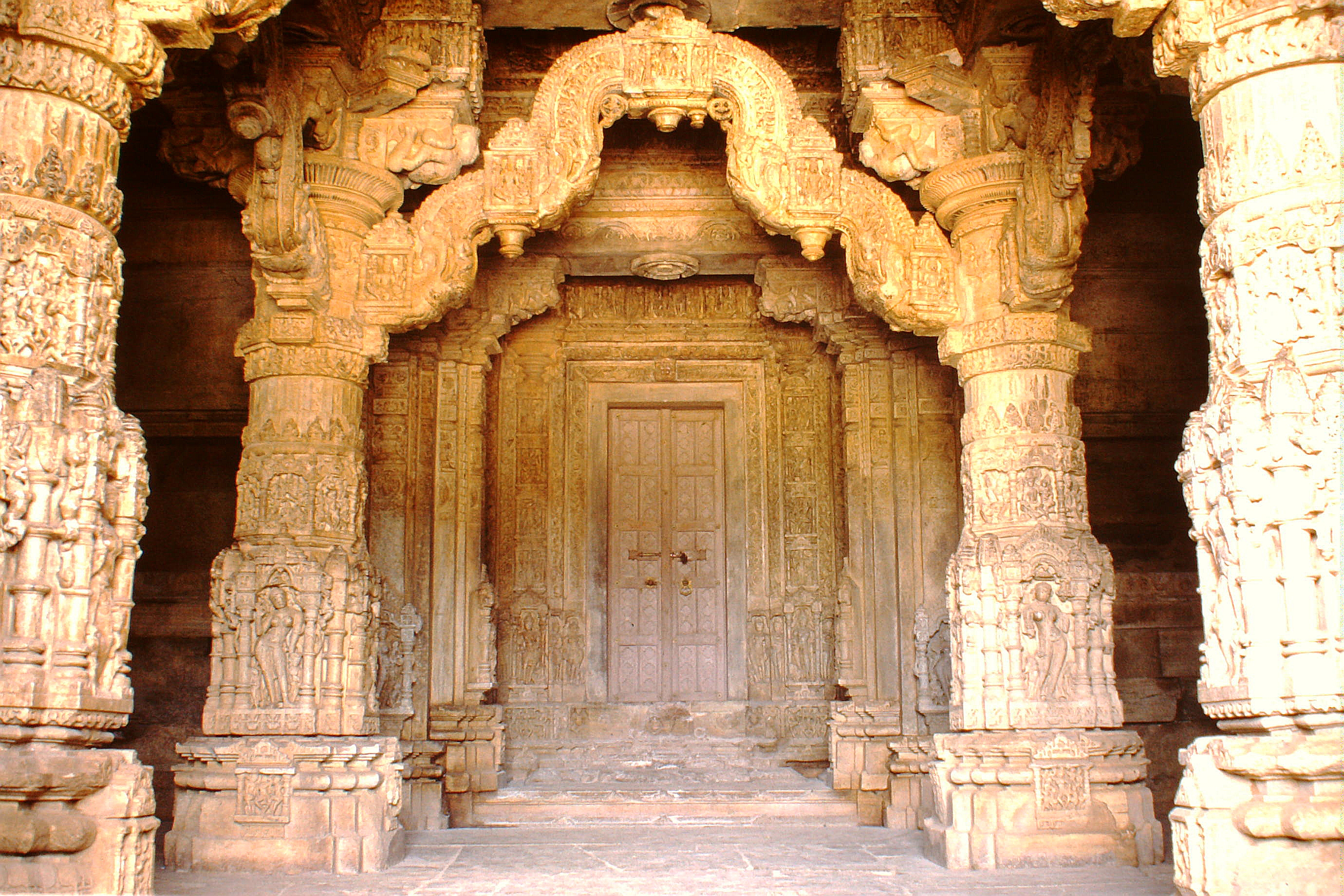
Torana-Bögen im Innern der Vorhalle (mandapa)